# Conganteon
Conganteon (лат.) — род ос из семейства дрииниды (Chrysidoidea, Conganteoninae Olmi, 1984). Около 10 видов. Афротропика и Ориентальная область. Длина 1—4 мм. Самки и самцы крылатые. Мандибулы с 4 зубцами. Формула щупиков (нижнечелюстные — нижнегубные): 5-3 или 6-3. Крылья с двумя замкнутыми ячейками. От близкого рода Fiorianteon отличается особенностями жилкования крыльев.
- Conganteon gigas Xu & He, 1998 — Китай[4]
- Conganteon kolyadai Olmi, 2007 — Африка[5]
- Conganteon nepalense Olmi, 1984 — Непал[2]
- Conganteon richardsi (Olmi, 1984) — Вьетнам[2]
- Conganteon taiwanense Olmi, 1991 — Китай[4]
- Conganteon townesi Olmi, 1984
- Conganteon transvaalense Olmi, 1991 — Африка[5]
- Conganteon vannoorti Olmi, 2006[6]
- Conganteon vulcanicum  Benoit, 1951[1]
- Conganteon walkerense Olmi, 2007 — Африка[5]